# Trennfeld
Trennfeld – część miejsca (Ortsteil) gminy targowej Triefenstein, w Bawarii, w Niemczech, położona w środku gminy targowej.

## Historia
Merostwo Trennfeld powstało w 1811 roku z następujących osiedlami: z wsią Trennfeld i z osadą Kloster Triefenstein. Merostwo zostało gmina w 1818 roku. Od 1881 roku między wsią Trennfeld i osadą Kloster Triefenstein powstała osada Trennfeld-Bahnhof. Gmina została część miejsca gminy targowej Triefenstein w 1978 roku.